# Galepso

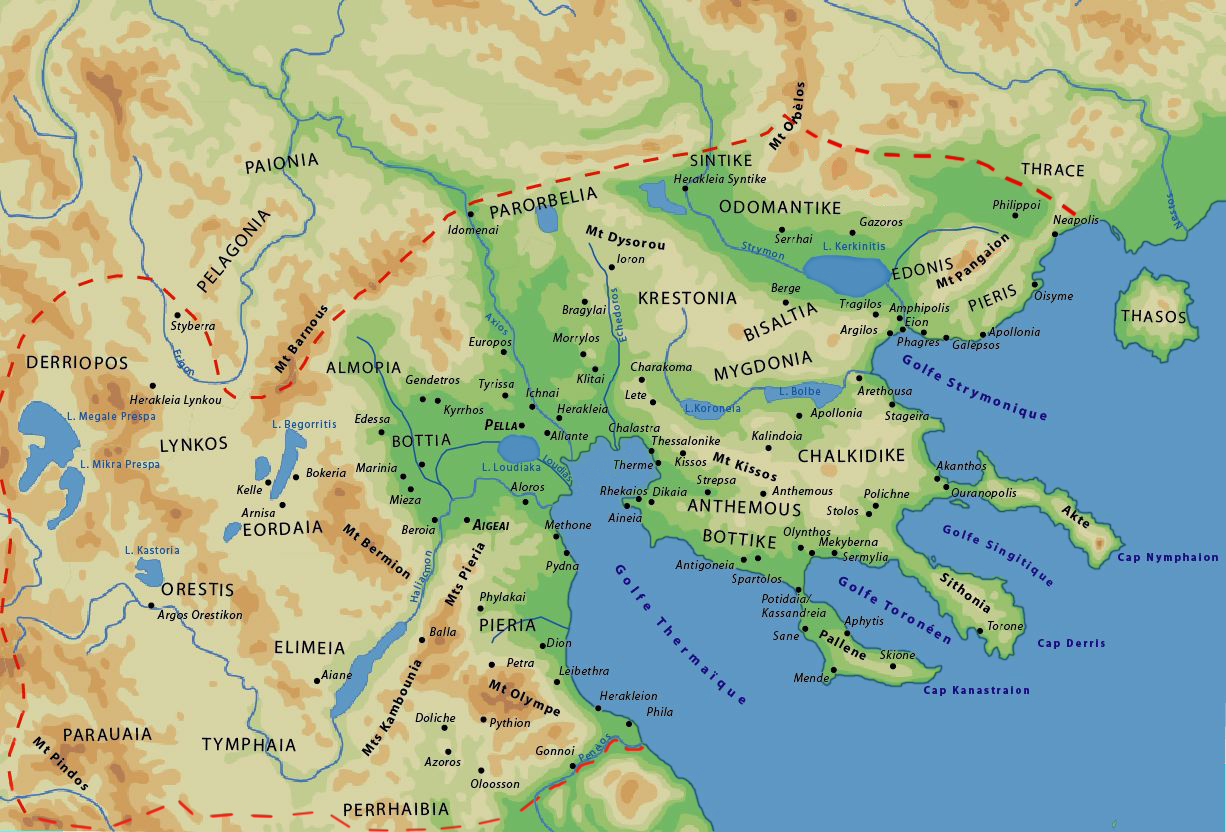
Galepso nella regione di Edonis

Galesso o Galepso era una città greca situata nella regione di Edonis nell'antica Tracia e successivamente in Macedonia. Si trovava a circa 17 km da Anfipoli e apparteneva alla Lega delio-attica e fu fondata come una colonia di Taso. Dopo la conquista di Anfipoli, fu occupata da Brasida nel 424 aC, ma recuperata da Cleone l'anno successivo. Perseo di Macedonia, in fuga dai Romani che lo avevano sconfitto a Pidna, salpò la bocca dello Strimone e verso Galesso, rimanendo lì prima di trasferirsi in Samotracia.